# Weststellingwerf
Weststellingwerf  è una municipalità dei Paesi Bassi di 25 841 abitanti situata nella provincia della Frisia.